# جلان كريستيان
جلان كريستيان (بالإنجليزية: Glen Christian)‏ هو لاعب كرة قدم أمريكية ولاعب كرة القدم الكندية أمريكي، ولد في 1929 في كالغاري في كندا.

## وصلات خارجية
- جلان كريستيان على موقع JustSportsStats.com (الإنجليزية)